# Panchkhal
Panchkhal (Nepali पाँचखाल Pachkhal) ist eine Stadt (Munizipalität) in Zentral-Nepal im Distrikt Kabhrepalanchok.
Die Stadt entstand 2014 durch Zusammenlegung der Village Development Committees Anaikot, Deubhumi Baluwa, Hoksebazar, Panchkhal und Sathighar Bhagawati.
Das Stadtgebiet umfasst 86,09 km².

## Einwohner
Bei der Volkszählung 2011 hatten die VDCs, aus welchen die Stadt Panchkhal entstand, 33.847 Einwohner (davon 16.092 männlich) in 7457 Haushalten.